# 竹本染太夫
竹本 染太夫（たけもと そめたゆう）は、義太夫節の太夫。9代目没して以降長らく途絶えている。

## 初代
（生年不詳 - 天明5年8月11日（1785年9月14日））本名は田穂屋源七。
大阪下西成の生まれ、1754年に2代目竹本政太夫に入門。竹本座で初出演。1771年の「妹背山婦女庭訓」が当たり役になる。
江戸期の義太夫節中興の祖。通名はは源七の染太夫、伝法屋源七。

## 2代目
（生没年不詳）
江戸中期から後期に活躍。
三根太夫が1786年に襲名。1788年に引退。

## 3代目
（生年不詳 - 文化3年11月30日（1807年1月8日））
2代目政太夫の弟子。大坂生玉の大黒屋伊兵衛という。
初代竹本梶太夫が襲名。

## 4代目
（宝暦6年（1756年） - 文政6年11月17日（1823年12月18日））本名は和泉屋孫兵衛。
初代竹本重太夫（後の3代目竹本咲太夫）の門下で2代目竹本重太夫から1807年に4代目染太夫を襲名。
通名は和泉屋孫兵衛、石屋橋という。

## 5代目
後の竹本越前大掾。
実子が8代目染太夫。

## 6代目
（寛政9年8月4日（1797年9月23日） - 明治2年5月1日（1869年6月10日））本名は金屋美吉郎。幼名は美吉郎。
大坂摂津河内の生まれ、幼少から浄瑠璃に親しんだが金物屋を廃業し1826年に竹本越前大掾の門下で2代目竹本実太夫、1838年に4代目竹本梶太夫を襲名、1851年1月に6代目染太夫を襲名。1865年に文楽座の紋下となる。
俗に「実太夫の染太夫」、通名は金屋美吉郎、新兵衛という。
当時の浄瑠璃界事柄を記した「染太夫日記」を残す。

## 7代目
（文化9年（1812年） - 明治16年（1883年）6月11日）本名は播磨新三郎。
大阪市の生まれ、竹本播磨大掾の門下、次いで5代目染太夫に師事。美名太夫、浪太夫､1858年頃に5代目梶太夫を経て、1870年9月に7代目染太夫を襲名。

## 8代目
（弘化1年（1844年） - 明治17年（1884年）6月18日）本名は津田熊次郎。
大坂の生まれ、5代目染太夫の実子。1867年に6代目染太夫の門下で、竹本染子太夫、明治3年に6代目竹本梶太夫を襲名、1879年に8代目染太夫を襲名。

## 9代目
（嘉永6年11月15日（1853年12月15日） - 大正5年（1916年）2月17日）本名は秋山瀧蔵。
讃岐国（現在の香川県）の生まれ、1875年に4代目竹本住太夫の門下で竹本登勢太夫、1877年に谷太夫、5代目竹本弥太夫門下で1897年に9代目染太夫を襲名。1913年4月に引退。